# Topsy-Turvy
Topsy-Turvy es un drama musical de época ambientado en el siglo antepasado que narra las diferencias y rivalidades que existieron entre dos londinenses de gran creatividad: Gilbert y Sullivan. La película fue dirigida y escrita por Mike Leigh, e interpretada, entre otros, por Jim Broadbent, Allan Corduner, Timothy Spall, Lesley Manville y Shirley Henderson.

## Sinopsis
Narra la rivalidad entre dos artistas londinenses: Gilbert y Sullivan, guionista y compositor respectivamente. Gilbert (Broadbent) es un auténtico caballero decimonónico. Sullivan (Corduner) es, en cambio, casi un libertino. Durante casi una década, Gilbert y Sullivan trabajaron juntos deleitando a la sociedad inglesa con sus populares óperas cómicas. Pero en 1884, al no contar su última obra con el apoyo de la crítica, las diferencias entre ellos salieron a flote. Sullivan quiso dejar a Gilbert para componer música más seria; pero ambos estaban obligados contractualmente a hacer un nuevo trabajo.

## Premios y nominaciones
| Año  | Categoría                  | Persona            | Resultado |
| ---- | -------------------------- | ------------------ | --------- |
| 1999 | Mejor diseño de vestuario  | Lindy Hemming      | Ganadora  |
| 1999 | Mejor maquillaje y peinado | Christine Blundell | Ganadora  |
| 1999 | Mejor maquillaje y peinado | Trefor Proud       | Ganador   |
| 1999 | Mejor guion original       | Mike Leigh         | Nominado  |
| 1999 | Mejor diseño de producción | Eve Stewart        | Nominada  |
| 1999 | Mejor diseño de producción | John Bush          | Nominado  |

| Año  | Categoría                     | Persona                  | Resultado |
| ---- | ----------------------------- | ------------------------ | --------- |
| 1999 | Mejor maquillaje y peluquería | Christine Blundell       | Ganadora  |
| 1999 | Mejor película británica      | Mejor película británica | Nominada  |
| 1999 | Mejor guion original          | Mike Leigh               | Nominado  |
| 1999 | Mejor actor                   | Jim Broadbent            | Nominado  |
| 1999 | Mejor actor de reparto        | Timothy Spall            | Nominado  |